# 仙美里駅

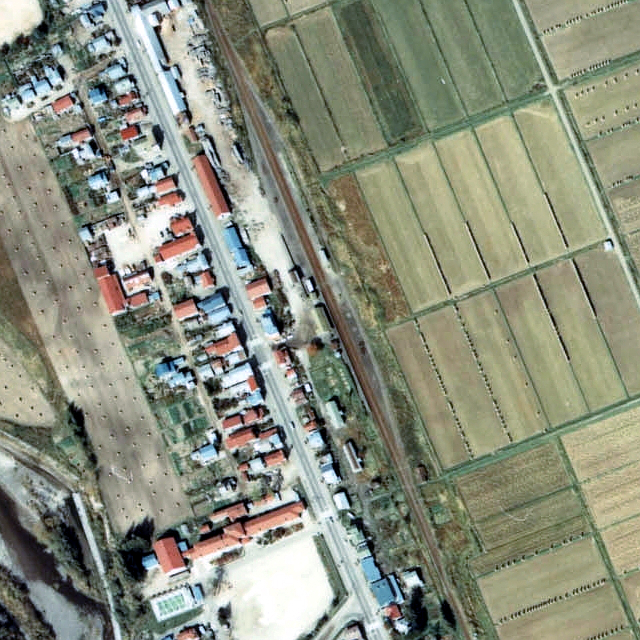
1977年、国鉄池北線時代の仙美里駅と周囲500 m範囲。上が北見方面。

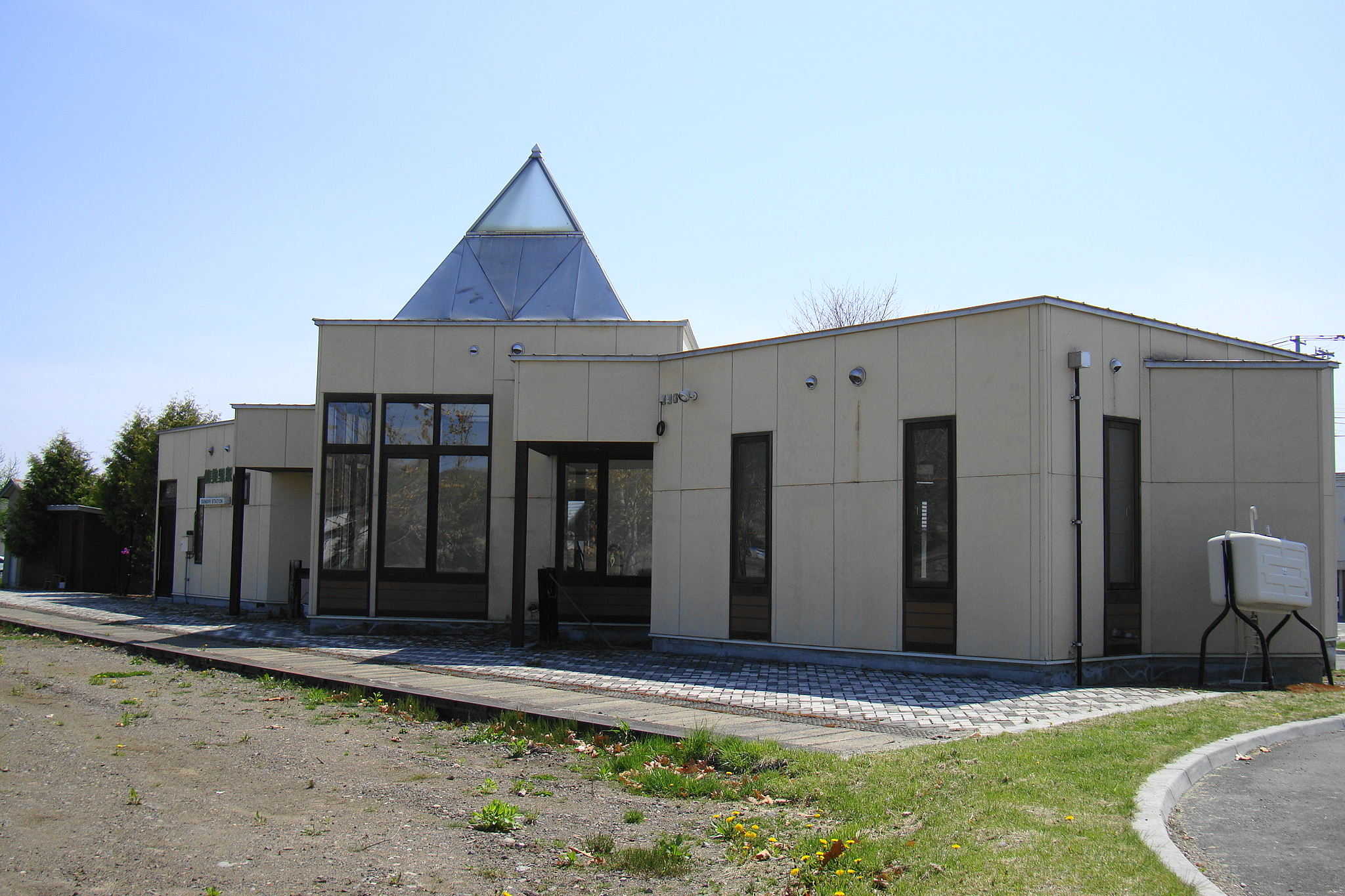
ホーム側の様子（2010年5月）

仙美里駅（せんびりえき）は、北海道中川郡本別町仙美里元町166-1にあった北海道ちほく高原鉄道ふるさと銀河線の駅である。国鉄・JR北海道池北線時代の電報略号はセヒ。事務管理コードは▲110505。

## 歴史

### 年表
- 1910年（明治43年）9月22日：鉄道院網走線池田駅 - 淕別駅（→陸別駅）間開業にともない開業する[4][5]。一般駅[4]。
- 1911年（明治44年）11月18日：線名改称。池田 - 網走間を網走本線とする。
- 大正時代（年月不明）：主に王子製紙向けに年間3万トンの木材を搬出[6]。
- 1949年（昭和24年）6月1日：公共企業体である日本国有鉄道に移管。
- 1961年（昭和36年）4月1日：路線の呼称変更により池北線の駅となる[7]。
- 1977年（昭和52年）4月28日：業務委託化[8]。貨物取扱い廃止[1]。
- 1984年（昭和59年）2月1日：荷物取扱い廃止[9]。
- 1986年（昭和61年）11月1日：無人化[10]。
- 1987年（昭和62年）4月1日：国鉄分割民営化により北海道旅客鉄道に継承[1]。
- 1989年（平成元年）6月4日：経営移管により、北海道ちほく高原鉄道ふるさと銀河線の駅となる[11][12]。
- 1992年（平成4年）12月24日：駅舎改築[13][14]。
- 2006年（平成18年）4月21日：ふるさと銀河線廃線により廃止。

### 駅名の由来
所在地名より。アイヌ語の「センピㇼ（senpir）」（蔭）に字をあてたものである。
由来は諸説あり、アイヌが熊害を避けるため樹陰・岩陰に隠れたため、十勝アイヌが陰に隠れ釧路アイヌから逃れたという伝説のため、現在のパンケセンビリ川・ペンケセンビリ川が利別川に合流する河口に木が茂り陰を作っていたため、などとされる。

## 駅構造
単式ホーム1面1線を有する地上駅。無人駅だった。かつては、相対式ホーム2面2線を有する列車行き違い可能駅であった。
ふるさと銀河線沿線自治体ではふるさと創生事業の一環で改築など駅舎や駅周辺の整備を行っており、先に改築された本別駅と調和した外観の建物に床暖房やスロープを備え、コミュニティセンターを併設した新駅舎が1992年（平成4年）12月24日に供用を開始したものであった。

## 駅跡・周辺
仙美里地区の集落がある。駅舎の待合室部分はそのままバス待合室に転用されている。線路撤去後は駅舎北側にバス転回場が整備され、バスが待合室前に乗り入れるようになった。
- 仙美里郵便局
- 北海道立農業大学校-本校以前に存在した陸軍省軍馬補充部十勝支部に、西竹一が1939年3月から1年半、騎兵少佐として勤務した。関連資料が「仙美里鉄道資料室　仙美里鉄道物語」として当駅内に展示されている。
- 国道242号
- 十勝バス「仙美里」停留所

## 隣の駅
北海道ちほく高原鉄道
ふるさと銀河線
本別駅 - 仙美里駅 - 足寄駅